# Peter Kolosimo
Peter Kolosimo, eredeti neve: Pier Domenico Kolosimo (Modena, 1922. december 15. – Milánó, 1984. március 23.) olasz újságíró, író.

## Élete
Amerikai-olasz származású volt, élete során Bolzanóban, Torinóban és Milánóban élt. 1969-ben Non è terrestre című műve Bancarella-díjat kapott. Munkái hatvan országban jelentek meg, többek közt Oroszországban, Japánban és Kínában. A második világháborúban az olasz hadseregben mint fuvaros tevékenykedett, de dezertált, s csatlakozott a cseh ellenálláshoz. Ebben az időben kommunista, sztálinista és szovjetbarát volt, egy ideig egy rádióműsort is vezetett. A hidegháború éveiben háttérbe szorult, ekkor tudományos-fantasztikus regényeket jelentetett meg Omega Jim álnév alatt.
Az 1970-es években és az 1980-as évek elején több magazin szerkesztőjeként is tevékenykedett, ezek közül a legjelentősebb a Pi Kappa című volt, amely ugyanazokkal a "fantarcheológiai" témákkal foglalkozott, amikkel Kolosimo könyvei. Néhány kötetét feleségével, Caterinával közösen írt. Ő volt a megalapítója és koordinálója az Olasz Őstörténeti Szövetségnek (ASP) is.

## Tevékenysége
Kolosimo azon állításait, amelyekben a régmúlt történelemben ide látogató, az emberi civilizációt befolyásoló ősi űrhajósokról tett, pszeudohistóriának (áltörténelem) tekintik. Non è terrestre című kötete áttekintése után Jason Colavito azt álltotta, hogy a munka bizonyítékokat állít elő, tévesen fordítja le a felhasznált régi forrásokat, s összekeveri a tudományos-fantasztikus állításokat a történelmi tényekkel. Mindemellett Kolosimo híres lett Olaszországban, elnyerte a Bancarella-díjat, a Playboy 1974 novemberében interjút közölt vele, nekrológját pedig a GQ Magazine olasz változata közölte. Sok, mindmáig létező kommunista szervezet úttörőként és harcosként emlékezik rá. 
A Fantasticienza című olasz lap úgy emlékezett rá, mint olyan szerzőre, aki az egyszerű embereknek írt, a Pagine 70 című lap a Non è terrestre című kötetet úgy említi, mint "az első bosszút az akadémikus történettudományon", amely tudomány kategorikusan elutasította Kolosimo elképzeléseit. A szerző a továbbiakban úgy jellemzi Kolosimót, mint "kedves, nem mindennapi embert, s remek beszédpartnert". Kolosimo munkáját az "akadémiai sznobság világát visszatartó erőnek" írja le.

## Munkái

### Pszeudohistória
- Il pianeta sconosciuto (1957) ISBN 9788842539803
- Terra senza tempo (1964) ISBN 9788842533177
- Ombre sulle stelle  (1966) ISBN 9788842534235
- Psicologia dell'eros (1967)
- Non è terrestre (1968) ISBN 9788842534129
- Guida al mondo dei sogni (1968)
- Il comportamento erotico degli europei (1970)
- Cittadini delle tenebre (1971)
- Astronavi sulla preistoria (1972) ISBN 9788842532149
- Odissea stellare (1974) ISBN 9788842542414
- Fratelli dell'infinito (1975)
- Polvere d'inferno (1975)
- Italia mistero cosmico (1977) ISBN 9788842547013
- Civiltà del silenzio (1978)
- Fiori di luna (1979)
- Io e l'indiano (1979)
- Viaggiatori del tempo (1981)
- I misteri dell'universo (1982, feleségével közösen)

### Regényei
- Fronte del sole, De Vecchi, Milano, 1979 (feleségével közösen)
- Missione uomo, Dizionari dell'Avventura n.9, Bruno Boggero e Giunti-Marzocco, 1982 (Oscar Warnerrel közösen)

### Szerkesztőként
- Pi Kappa, rivista di mistero, archeologia ed esobiologia (vezető szerkesztő), I-II, Sugar, Milano, 1972-1973
- Dimensione X, enciclopedia del mistero (coordinator), 1-10, Milano, 1982
- Italia misteriosa (szerkesztő), Edipem, Milano, 1984
- Scrutando nel futuro (szerkesztő), Edipem, Novara, 1984

## Magyarul megjelent művei
- Nem földi (szemelvények a Non è terrestre című kötetből, Galaktika 22., 1976)
- Árnyak a csillagokon (tanulmány, Galaktika 23., 1977; utánközlés: UFO-k és elsüllyedt világok c. antológia, Móra, 1988)
- A tér látnokai (tanulmány, Galaktika 112., 1990)

## Fordítás
- Ez a szócikk részben vagy egészben  a   Peter Kolosimo című angol Wikipédia-szócikk ezen változatának fordításán alapul.  Az eredeti cikk szerkesztőit annak laptörténete sorolja fel. Ez a jelzés csupán a megfogalmazás eredetét és a szerzői jogokat jelzi, nem szolgál a cikkben szereplő információk forrásmegjelöléseként.